# Военно-медицинское училище имени Н.А. Щорса
Военно-медицинское училище имени Н.А. Щорса — учебное военное медицинское формирование Вооружённых сил, создано в Ленинграде для подготовки военных фельдшеров.

## История
- 21 сентября 1925 года — создана в Ленинграде (приказом Реввоенсовета СССР за № 967 от 21 сентября 1925 года) Ленинградская школа военных лекарских помощников РККА — при Военно-медицинской академии[1].
  - Место изначальной дислокации:  Ленинград, Лазаретный переулок, дом № 2.
  - В XXI веке в этом здании находится Военно-медицинский музей[2].
- январь 1936 года — школа преобразована в Ленинградское военно-медицинское училище,
  - 1941 год — училищу присвоено имя гражданской войны Николая Александровича Щорса: Ленинградское военно-медицинское училище имени Н.Г. Щорса.
  - С первого же дня войны училище стало выполнять задания командования Северо-Западного фронта в тыловом районе Телези по борьбе с забрасываемыми парашютными десантами.
  - 18-й досрочный выпуск военных фельдшеров училища в количестве 681 человек в полном составе был отправлен на фронт по приказу наркома обороны № 02764.
- август 1941 года — эвакуация в город Омск в составе 4-х эшелонов;
  - 21 августа 1941 г. — первый эшелон прибыл в г. Омск;
  - 28 августа 1941 г. — училище приступило к занятиям.
  - В 1941 году учебные программы были пересмотрены; училище переведели на ускоренный курс обучения. ** 2 июля 1942 г. — первый крупный выпуск училища после передислокации в Омск состоялся в количестве 544 военных фельдшера.
  - 1942 по 1945 гг. — всего по ускоренной программе было выпущено 3820 военфельдшеров и 321 зубной врач.
  - С 1942 г. был открыт приём в училище девушек.
  - За годы войны в числе окончивших училище и направившихся на фронт было 573 девушки.
- 1945 год — приказом НКО СССР за № 53 военно-медицинское училище переименовано в Сибирское,
- 1947 год — переименовано в Омское военно-медицинское училище имени Н.А. Щорса.
- 1957 год — передано от оборонного ведомства в систему Минздрава СССР;
  - таким образом, утратило статус военно-учебного заведения.

Училище сыграло значительную роль в подготовке медицинских кадров для Вооруженных сил. За весь период учебной деятельности в его стенах подготовлено 11365 военных фельдшеров и 1441 зубной врач.

## Известные руководители и преподаватели
- Коркин, Николай Петрович — заместитель начальника училища по строевой части;
- Рыбаков, Анатолий Иванович — старший преподаватель; в дальнейшем — академик АМН СССР.